# أكادير تحيونيت (آيت إكاس)
أكادير تحيونيت هو دُوَّار يقع بجماعة آيت إيڭاس، إقليم تارودانت، جهة سوس ماسة في المملكة المغربية. ينتمي الدوّار لمشيخة آيت إكاس التي تضم 27 دوار. يقدر عدد سكانه بـ 136 نسمة حسب الإحصاء الرسمي للسكان والسكنى لسنة 2004.

## روابط خارجية
- البوابة الوطنية للجماعات الترابية
- المندوبية السامية للتخطيط